# Irámuco
Irámuco és una localitat mexicana situada en l'estat de Guanajuato, dins del municipi de Acámbaro. Banyat pel llac de Cuitzeo, les seves activitats principals són la pesca i el comerç. Entre les localitats pròximes es troben Parcialidad, San Juan i Andocutín.

## Generalitats
Irámuco és una comunitat localitzada a 17 quilòmetres al sud-oest de la ciutat de Acámbaro en l'estat de Guanajuato Mèxic. El nom original de Irámuco és Imurac provinent del purépetxa que significa: Pujol que entra al llac, el governant d'aquest poble va ser “Guatimurac” (príncep del pujol que entra al llac). Compta amb al voltant de 6 mil habitants
Història
Segons els antecedents va ser fundat per ordres de Vasco de Quiroga, pel frare missioner José de Olmedo el dia 30 de setembre de 1536, prenent com a patró del poble a Sant Jeroni al qual se li va edificar un monument en el seu honor en l'atri parroquial (lloc de la fundació).
Llac
Compta amb un dels llacs més grans a nivell nacional, conegut com el llac de Cuitzeo, encara que la major extensió d'aquest és pertanyent a l'Estat de Michoacán, sent el segon més extens a nivell nacional, mateix que durant dècades va ser dels principals manteniments i fonts d'ingressos per als habitants. No obstant això, en anys recents els habitants s'han enfrontat a sequeres que assequen gran part del llac en l'estiu, la qual cosa ocasiona greus problemes al sector pesquer i a l'incipient turisme.